# Hiliota dels Usambara
La hiliota dels Usambara Hyliota usambara és una espècie d'ocell de la família dels hiliòtids (Hyliotidae) que habita els boscos d'una petita zona al nord-oest de Tanzània.